# أندريه كارلوف
أندريه كارلوف (الروسية: Андрей Геннадьевич Карлов) (4 فبراير 1954 موسكو – 19 ديسمبر 2016 أنقرة ) دبلوماسي روسي كان سابقا سفيرا لبلاده في كوريا الشمالية، وكان آخر منصب شغله هو سفير روسيا لدى تركيا عندما اغتيل هناك. كارلوف متزوج ولديه ابن.

## عن حياته
ينحدر كارلوف من عائلة دبلوماسية كما يتحدث عن نفسه قائلاً : «أنا من الجيل الثالث من عائلتنا، الذي يعمل في السلك الدبلوماسي. عندما التحق جدي للعمل في وزارة الشؤون الخارجية في يناير 1922. لقد نشأت في عائلة مكونة من دبلوماسيين، واتخذت والدي مثالا مهما لي في هذا الشأن». تخرج كارلوف في عام 1976 من معهد موسكو الحكومي للعلاقات الدولية. وفي ذلك العام التحق بالسلك الدبلوماسي. وفي عام 1992، تخرج من الأكاديمية الدبلوماسية التابعة لوزارة الخارجية الروسية. أهّله إجادته اللغة الكورية -التي يتكلمها بطلاقة- للعمل في أدوار مختلفة في السفارة السوفياتية في كوريا الشمالية 1979-1984، 1986-1991، ثم انتقل بين عامي 1992 و 1997 للعمل في السفارة الروسية في كوريا الجنوبية . وذلك قبل أن يعود إلى كوريا الشمالية ليعمل سفيرا لبلده في الفترة من عام 2001 إلى عام 2006. ثم عاد إلى بلده ليعمل نائبا لمدير قسم القنصليات في وزارة الخارجية الروسية ما بين 2007 و 2009، فمديرا للقسم (2009-2013). وأخيرا عُيّن سفيرا لروسيا في تركيا من 12 يوليو 2013 - 19 ديسمبر 2016.

## الاغتيال

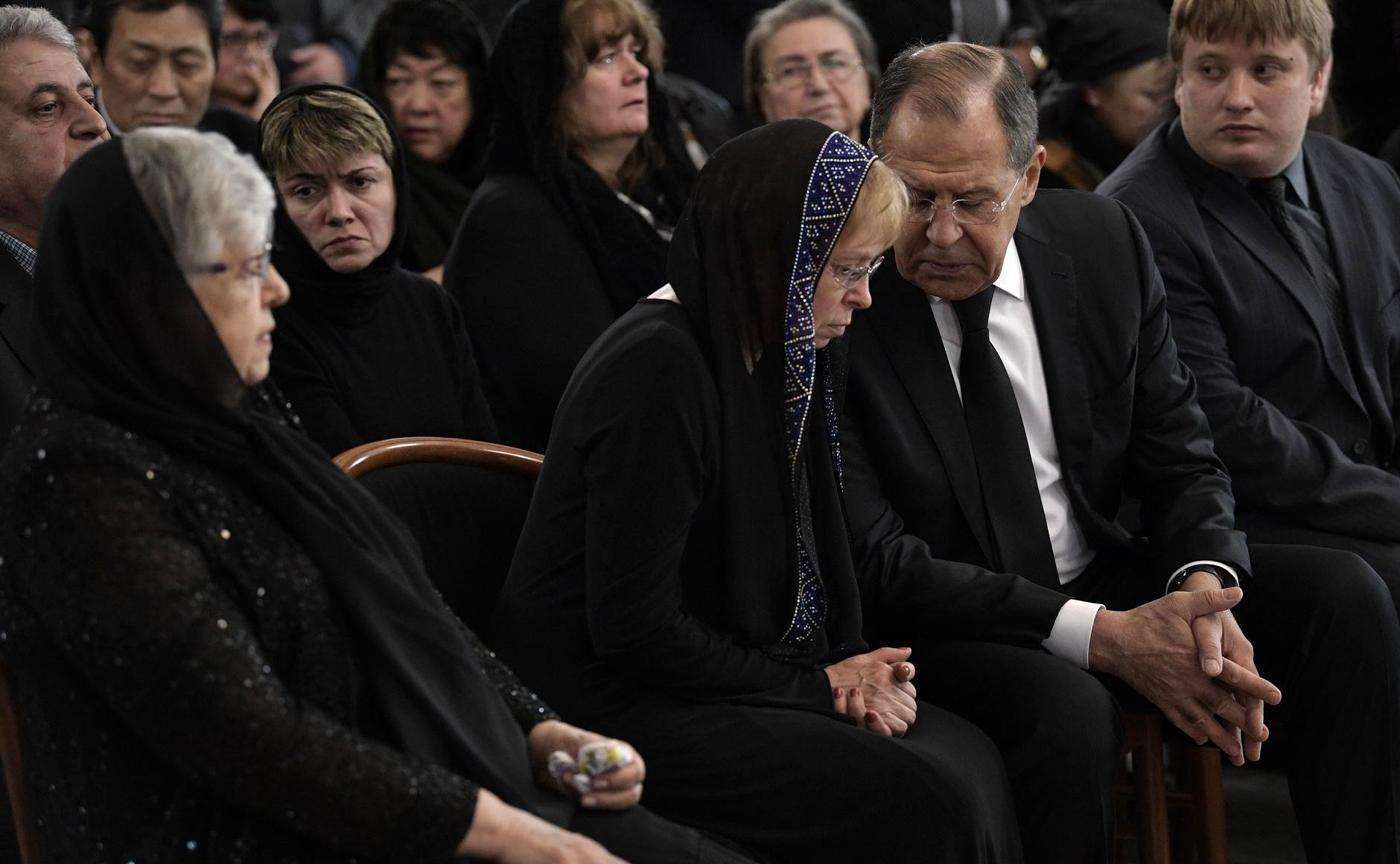
تبدو والدته في اليسار، وأرملته في الوسط بجانب وزير الخارجية الروسي سيرغي لافروف خلال مراسم جنازته في كاتدرائية المسيح المخلص في موسكو، 22 ديسمبر 2016

قُتل بالرصاص في يوم الاثنين 19 ديسمبر 2016، في هجوم مسلح وقع في أنقرة. حيث قام رجل مسلح يدعى مولود الطنطاش بإطلاق النار عليه، بينما كان في لقاء صحفي أثناء زيارته لمعرض فني في العاصمة التركية أنقرة.
وسيطلق اسم أندريه كارلوف على الشارع الذي تطل عليه السفارة الروسية في تركيا بمدينة أنقرة ، وكذلك أطلق اسمه على قاعة المعرض التي قُتل فيها.